# Popoyo
El Popoyo o Popoyo es una localidad costera en el municipio de Tola, departamento de Rivas, Nicaragua. Se encuentra en el extremo norte de la playa Guasacate, la cual se incluye en la Costa Esmeralda nicaragüense y es una conocida área de surf. Popoyo se encuentra a pocos kilómetros de Las Salinas de Nagualapa, localidad que toma su nombre de unas salinas naturales que se forman en la desembocadura del río Nagualapa.
La playa Guasacate es igualmente llamada playa Popoyo debido al poblado de este nombre.

## Historia
Popoyo fue uno de los pueblos más severamente afectados por el Tsunami del 1 de septiembre de 1992. La altura de la ola alcanzó entre los 5.6 y los 6 m, quince personas fallecieron y todas las casas del poblado, excepto dos, fueron destrozadas.
Tras el terremoto, la comunidad de Popoyo se reubicó al sur de la Playa Sardinas.

## Economía
El área de Playa Sardinas, Guasacate o Popoyo fue tradicionalmente un área de pescadores, hasta que el movimiento surfista descubrió el emplazamiento y turistas comenzaron a llegar a la zona. Desde entonces los campings, hoteles y resorts son el principal motor económico de Popoyo.